# アガタ・サビツカ
アガタ・サビツカ（Agata Sawicka、1985年1月17日 - ）は、ポーランドの元女子バレーボール選手。元ポーランド代表。

## 来歴
2002年、クロアチアで開催されたジュニアの欧州選手権で金メダルを獲得した。同年、ポーランド代表に初選出される。2007年のワールドカップにはレシーバーとして出場した。2015年のヨーロッパゲームズで銀メダルを獲得した。

## 球歴
- ワールドカップ - 2007年

## 受賞歴
- 2002年 ジュニア欧州選手権　ベストレシーバー賞
- 2003年 ジュニア世界選手権　ベストレシーバー賞

## 所属クラブ
- AZS AWF Poznań（2003-2006年）
- SSKカリシア・カリシュ（2006-2008年）
- BKS Stal Bielsko-Biała（2008-2013年）
- KPSチェミック・ポリツェ（2013-2014年）
- Impel Wrocław（2014-2017年）
- KSディヴェロプレス・ジェシュフ（2017-2019年）
- UKS Esperanto Warszawa（2019-2020年）